# Ухаче
Ухаче (пол. Uchacze) — село в Польщі, у гміні Мацейовиці Ґарволінського повіту Мазовецького воєводства.
Населення — 227 осіб (2011).
У 1975-1998 роках село належало до Седлецького воєводства.

## Демографія
Демографічна структура станом на 31 березня 2011 року:
|          | Загалом | Допрацездатний вік | Працездатний вік | Постпрацездатний вік |
| -------- | ------- | ------------------ | ---------------- | -------------------- |
| Чоловіки | 122     | 33                 | 82               | 7                    |
| Жінки    | 105     | 24                 | 67               | 14                   |
| Разом    | 227     | 57                 | 149              | 21                   |